# Ulmus microcarpa
Ulmus microcarpa là một loài thực vật có hoa trong họ Ulmaceae. Loài này được L.K. Fu miêu tả khoa học đầu tiên năm 1979.